# Rosy Mazzacurati
Rosy Mazzacurati (Ferrara, 9 maggio 1935 – Roma, 16 ottobre 2020) è stata un'attrice italiana.

## Biografia
Figlia di Marino Mazzacurati, scultore e pittore, e di Pia Dall'Aglio, si trasferisce a Roma nel 1949 per seguire i corsi di recitazione presso il Centro sperimentale di cinematografia, diplomandosi nel 1953; suoi compagni di corso erano Monica Vitti, Luisa Rivelli, Nando Cicero, Giulio Paradisi. Nel 1951 aveva già avuto una piccola parte nella pellicola Art. 519 codice penale, diretta da Leonardo Cortese, e la sua carriera proseguirà per circa un decennio con 14 film girati, sino al 1964, quando, dopo alcune partecipazioni anche nella prosa teatrale, decide di abbandonare l'attività.

## Filmografia

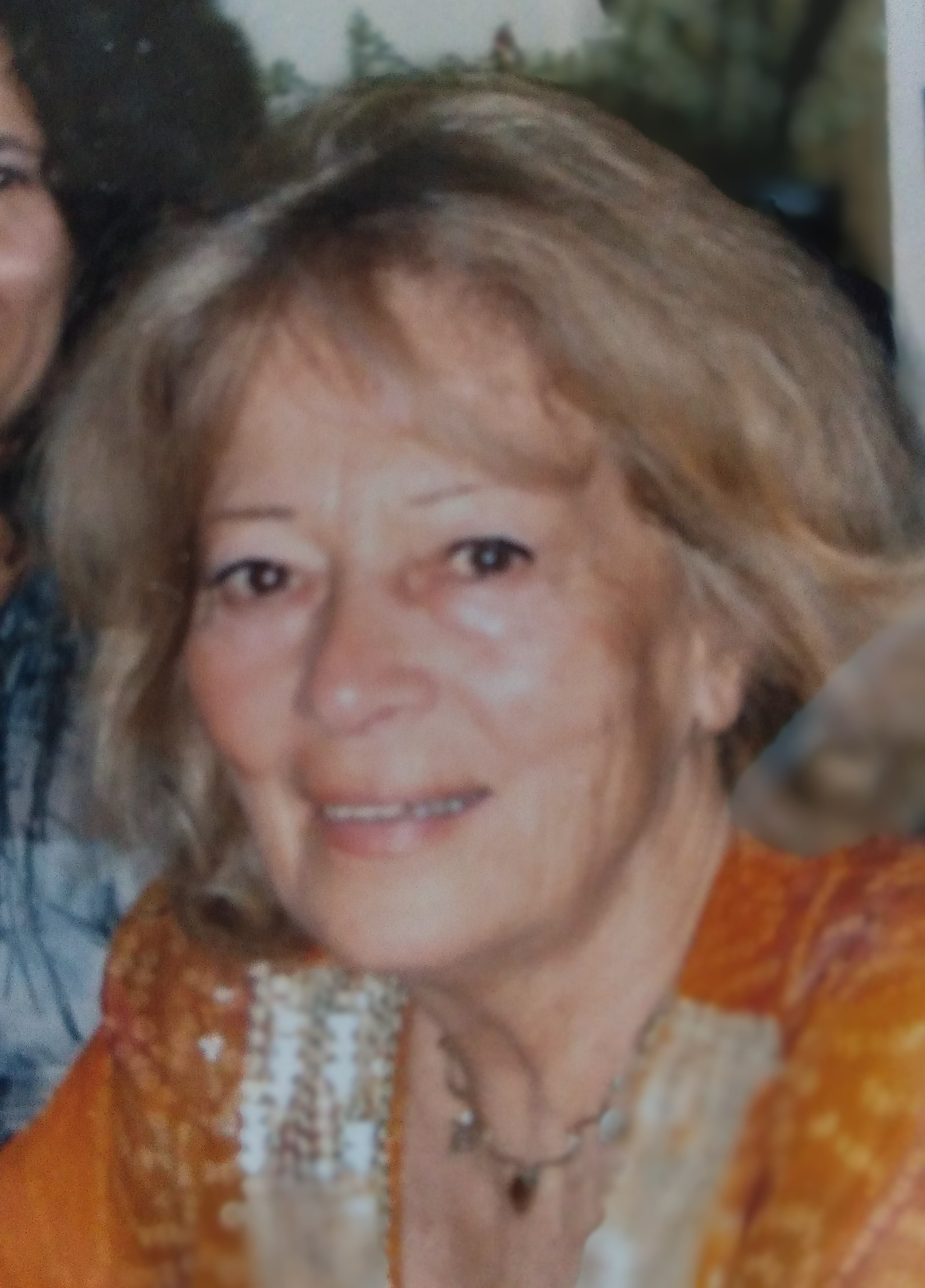
Rosy Mazzacurati

- Art. 519 codice penale, regia di Leonardo Cortese (1952)
- Canzoni, canzoni, canzoni, regia di Domenico Paolella (1953)
- Roma '38. mediometraggio regia di Sergio Capogna
- La spiaggia, regia di Alberto Lattuada (1954)
- Rosso e nero, regia di Domenico Paolella (1954)
- Processo all'amore, regia di Enzo Liberti (1955)
- Ore 10: lezione di canto, regia di Marino Girolami (1955)
- Donne, amore e matrimoni, regia di Roberto Bianchi Montero (1956)
- Orizzonte infuocato, regia di Roberto Bianchi Montero (1957)
- Cenerentola ed Ernest, regia di Pedro Luis Ramírez (1957)
- Giovani mariti, regia di Mauro Bolognini (1958)
- I sicari di Hitler (Geheimaktion Schwarze Kapelle), regia di Roger Habib (1959)
- La notte, regia di Michelangelo Antonioni (1961)
- La monaca di Monza, regia di Carmine Gallone (1962)
- Follie d'estate, regia di Carlo Infascelli e Edoardo Anton (1964)